# Les Francs-Juges
Les Francs-Juges, op. 3, est le titre d'un opéra inachevé du compositeur français Hector Berlioz sur un livret de son ami Humbert Ferrand en 1826. Le compositeur a abandonné son opéra et détruit la plupart des partitions. Il a cependant conservé l'ouverture, qui est devenue par la suite une de ses plus célèbres compositions, et a réutilisé certaines autres parties de l'opéra dans d'autres de ses œuvres.

## L'opéra
Humbert Ferrand est un étudiant en droit amoureux de la poésie, un ami de longue date de Berlioz. Il avait déjà écrit pour lui les paroles d'une cantate, La révolution grecque, en 1825. L'opéra se passe en Allemagne durant le Moyen Âge, et son titre fait référence à la société secrète de la Sainte-Vehme qui rendait justice à la fin de cette époque. L'intrigue, où se mêlent passions et lutte face à l'oppression, offre à Berlioz l'occasion de composer une œuvre dans le style de Méhul et de Cherubini, deux  compositeurs d'opéras de l'époque de la Révolution française Berlioz veut créer cet opéra au théâtre de l'Odéon, et les propriétaires acceptent après la lecture du livret de Ferrand. Berlioz se lance alors dans la composition l'été 1826. Les deux premiers actes sont finis en juin ; il compose le troisième acte en juillet et en août et ajoute les dernières touches en septembre. Malheureusement pour lui, l'Odéon ne peut pas obtenir la licence du gouvernement pour créer des opéras français, de sorte que l'opéra Les Francs-Juges est mis en sommeil. Le compositeur fait par la suite plusieurs essais pour le créer à l'Opéra, aux Nouveautés et au Théâtre Allemand à Karlsruhe. Il le réécrit en 1829, puis en 1833, mais sans succès. L'opéra ne fut jamais joué et seulement cinq fragments de la partition de 1826 nous sont parvenues. Une partie de la musique a été réutilisée dans la Marche au supplice de la Symphonie fantastique et dans le second mouvement de la Symphonie funèbre et triomphale. L'ouverture a survécu en tant qu'œuvre à part entière.

## L'ouverture
L'ouverture est la première pièce que Berlioz écrit seulement pour orchestre, et c'est une de ses premières compositions jouée dans le répertoire actuel. Elle a été créée au Conservatoire de Paris le 26 mai 1828 et publiée en 1836 sous le numéro d'opus 3. Franz Liszt en a fait un arrangement pour piano en 1833 (S.471).

## Les fragments conservés
- Chœur de l'Acte 1
- Duo
- Chœur des Bergers
- Trio Pastoral avec chœur
- Hymne des Francs-Juges

(Enregistrement de 1965 par le New Philharmonia Orchestra sous la baguette de Colin Davis)